# Waccha PriMagi!
Waccha PriMagi! (ワッチャプリマジ！?, Waccha Purimaji!) è un media franchise giapponese prodotto da Takara Tomy, spin-off di Kiratto Pri☆Chan. Consiste in un videogioco arcade lanciato nel 2021 e in una serie televisiva anime prodotta da Tatsunoko Production e andata in onda su TV Tokyo dal 3 ottobre 2021 al 9 ottobre 2022. Le esibizioni sono realizzate utilizzando l'animazione al computer. In Italia è inedita.
Un sequel con protagoniste diverse, intitolato Secret AiPri, è stato trasmesso su TV Tokyo dal 7 aprile 2024, dopo una pausa del franchise Pretty Series.

## Trama
"PriMagi" è il nome di una forma di intrattenimento proveniente dal Mondo della Magia. Attraverso canto, danza e moda, giovani idol sono in grado di esibirsi in concerti che prendono vita grazie alla forza della magia.
Matsuri Hibino è una ragazza terrestre che frequenta il primo anno delle scuole medie e adora il PriMagi. Un giorno, la maghetta combina guai Myamu, un'abitante del mondo della magia, arriva sulla Terra e si imbatte in Matsuri, invitandola a diventare la sua compagna di PriMagi. Pur nutrendo delle insicurezze, Matsuri si esibisce, riuscendo sin da subito a manifestare un'impressionante quantità di magia. Così, le due ragazze si ripromettono di farsi strada insieme verso la loro meta comune: diventare campionesse di PriMagi e vincere il torneo annuale. Nel suo percorso, Matsuri incontrerà tante amiche e rivali, tutte con le loro partner magiche e tutte con la stessa ambizione. Ciò che all'inizio sembrava solo una sorta di sport magico, rappresenterà per le ragazze un percorso di formazione che le metterà a dura prova, costringendole a dare il meglio di sé non solo nelle competizioni, ma anche nel fronteggiare le loro paure più profonde.

## Personaggi

### PriMagiste
Matsuri Hibino (陽比野 まつり?, Hibino Matsuri)
Doppiata da: Chinatsu Hirose (ed. giapponese)
Protagonista della serie, frequenta la prima media alla Majijoji Private Academy. Nonostante sia un po' insicura è molto motivata, persegue i suoi sogni con costanza e caparbietà ed è sempre disposta ad aiutare gli altri. Grazie al profondo legame che instaura con Myamu riesce ad essere riconosciuta come una tra le PriMagiste più talentose di sempre. Ama PriMagi e i festival di qualsiasi genere. Con Auru forma il duo temporaneo TechnoMagical. È la compagna di Myamu, il suo brand preferito è LOVELY MELODY e il suo colore è il rosa. È nata l'8 agosto, gruppo sanguigno B, i suoi cibi preferiti sono lo yakisoba e le caramelle.
Hina Yayoi (弥生 ひな?, Yayoi Hina)
Doppiata da: Aya Uchida (ed. giapponese)
Frequenta la terza media presso l'Accademia Arawashi, una scuola esclusiva per PriMagiste. Mette un sacco di impegno in tutto quello che fa e ha un carattere deciso ed estroverso, ragion per cui molte sue coetanee l'ammirano. È una PriMagista da parecchio tempo e il suo obiettivo è riuscire a battere Jennifer per diventare la numero uno, allenandosi tutti i giorni. Dopo aver capito che Jennifer non la vede come una rivale cade in un profondo stato di depressione, arrivando successivamente a capire che il suo impegno non ha bisogno della competizione per avere un fine, accettando di poter proseguire secondo i suoi valori la sua attività di PriMagista. Ha un fratello maggiore. Con Amane forma il duo temporaneo Encantar. È la compagna di Chimumu, il suo brand preferito è VIVID STAR e il suo colore è l'arancione. È nata il 27 marzo, gruppo sanguigno O, i suoi cibi preferiti sono la carne grigliata e le omurice.
Miruki Amauri (甘瓜 みるき?, Amauri Miruki)
Doppiata da: Mayu Sagara (ed. giapponese)
È una studentessa di seconda media che ama le cose graziose, anche lei PriMagista alle prime armi. Nonostante il suo carattere e il suo aspetto apparentemente dolci e innocenti, nasconde una personalità competitiva, meschina e dispettosa, che la spinge a fare di tutto pur di sabotare Matsuri e Myamu; in seguito riconoscerà il potenziale di Matsuri e comincerà a vederla di buon occhio, pur mantenendo sempre la sua aria arrogante. Porta rispetto nei confronti di Hina e in sua presenza si sente intimidita. Il suo più grande sogno è poter aprire un museo di cose carine a lei intitolato e si innamora facilmente di ragazzi e ragazze di bell'aspetto. È molto brava in cucina e nelle faccende domestiche e ha un legame contrastante con i suoi famigliari, detentori di un negozio ortofrutticolo, dei quali preferisce non parlare. Il suo obiettivo da PriMagista è quello di far risaltare il potenziale di bellezza nascosto delle cose più comuni. Con Lemon forma il duo temporaneo Milky Lemon. È la compagna di Hanitan, il suo brand preferito è Cherry Sugar e il suo colore è l'azzurro pastello. È nata il 10 settembre, gruppo sanguigno A, il suo cibo preferito sono i gelati.
Lemon Kokoa (心愛 れもん?, Kokoa Remon)
Doppiata da: Anna Suzuki (ed. giapponese)
Frequenta la seconda media. È molto esperta di PriMagi tanto da essere considerata una "otaku" dell'argomento. È estremamente timida e socializza solo con un ristretto gruppo di persone, solitamente ragazze più giovani di lei che conosce durante partite a giochi di squadra online, o con Matsuri, che come lei è PriMagista da poco. Commenta costantemente i contenuti di Magistagram tramite un nome fittizio, ed è per questo stata notata da Carron che l'ha scelta come sua compagna, nonostante sia insicura e abbia poca autostima. Quando viene avvicinata bruscamente dalle persone, dell'ectoplasma fuoriesce dalla sua bocca per la paura. È solita usare il gergo dei videogiochi quando parla. Dopo aver incontrato Matsuri e le altre comincia a maturare il sogno di trasmettere gioia e speranza attraverso le sue esibizioni, combattendo le sue insicurezze. Con Miruki forma il duo temporaneo Milky Lemon. Il suo brand preferito è Radiant Abyss e il suo colore è il viola. È nata il 28 novembre, gruppo sanguigno A, i suoi cibi preferiti sono l'insalata e la cola.
Amane Sumeragi (皇 あまね?, Sumeragi Amane)
Doppiata da: Shoji Umeka (ed. giapponese)
È una studentessa di terza media e neoeletta presidentessa degli studenti presso la prestigiosa Accademia Voltaire, rispettata da tutta la scuola. Ha generalmente un carattere calmo e riservato, ma nel PriMagi diventa focosa e passionale. È stata scelta dalla vecchia presidentessa degli studenti Midoriko come sua succeditrice dandole il titolo di "Fiore nascosto" e avviandola alle attività di PriMagi. Viene spesso scambiata per un ragazzo per i suoi atteggiamenti pacati, che secondo Hina la fanno assomigliare ad un principe. In realtà il suo carattere gelido è in gran parte dovuto alla profonda tristezza per la sperazaione da Midoriko, di cui lei era innamorata a punto tale da perdere sé stessa. Dopo aver maturato il desiderio di smettere di esibirsi come PriMagista, diventerà più conscia di come il PriMagi sia il miglior modo per esprimere liberamente sé stessa, mettendo in luce anche gli aspetti più nascosti della sua personalità. Con Hina forma il duo temporaneo Encantar. È la compagna di Patano, il suo brand preferito è Eternal Revue e il suo colore è il rosso. È nata il 2 giugno, gruppo sanguigno AB, il suo cibo preferito è l'acqua.
Auru Omega (御芽河 あうる?, Omega Auru)
Doppiata da: Minori Fujidera (ed. giapponese)
Una ragazza di 13 anni misteriosa e solitaria appassionata di tecnologia. Figlia minore e pupilla di Achihiko Omega, è considerata una ragazza prodigio: subito dopo le scuole elementari, infatti, ha avviato studi universitari in diversi ambiti tecnologici. Attualmente è a capo della sezione di ricerca e sviluppo della Omega Corporation. Non mostra emozioni e pensa che PriMagi non sia una fonte di divertimento ma solo un esperimento e un insieme di calcoli e strategie, nelle quali l'amicizia e il contatto con il pubblico siano inutili per creare un'esibizione perfetta; è infatti molto sicura di essere la migliore PriMagista di sempre e di poter vincere il PriMagi Grand Festival. Dopo aver incontrato Matsuri deciderà di stabilirsi per un breve periodo a casa sua come ospite per analizzare il suo potenziale. Durante la frequentazione di Matsuri e le altre diventerà molto più espressiva e gentile, arrivando a rifiutare più volte i subdoli piani del padre, che aveva costantemente cercato di compiacere. Con Matsuri forma il duo temporaneo TechnoMagical. Il suo brand preferito è ELECTRO REMIX e il suo colore è il verde neon. È nata il 28 aprile, gruppo sanguigno O, il suo cibo preferito sono le barrette energetiche.
Jennifer Sumire Sol (ジェニファー・純恋・ソル?, Jenifā Sumire Soru)
Doppiata da: Saho Aono (ed. giapponese)
È una PriMagista famosa e acclamata, vincitrice del precedente PriMagi Grand Festival e ammirata da Matsuri. Ama moltissimo PriMagi ed è considerata il miglior esempio di PriMagista. Dopo essere diventata PriMagista ha desiderato che il mondo potesse essere un luogo di pace e gentilezza, ritirandosi successivamente dagli spettacoli. È solita inserire parole in inglese nei suoi discorsi. È originaria di Porto Rico, dove ha iniziato a maturare l'amore per la musica assieme a sua madre e ai suoi fratelli. Torna ad esibirsi nell'episodio 21, dopo aver partecipato al campo d'addestramento con Matsuri e le altre. Tempo prima aveva anche lei una compagna Mana-Mana, Ruhme, ma le due sono state dolorosamente separate in circostanze misteriose. Da allora Jennifer si è accostata al piano della Omega Corporation di creare esibizioni in PriMagi senza un partner mago. Dopo aver scoperto di essere stata utilizzata da Achihiko come un esperimento tramite diversi inganni, viene trasformata nella dea del Sole Apollon (アポローン?, Aporōn) da Inoru, fondendosi con l'Element Coord del Sole. Così facendo Jennifer si ribella ad Achihiko e, sottraendo le PriMagi Card delle compagne, minaccia di porre fine a PriMagi, che secondo la sua opinione è solo causa di dolore. È nata il 17 luglio. Il suo brand preferito è SHINING DIVA e il suo colore è l'oro.

### Mana-Mana
Myamu (みゃむ?)
Doppiata da: Riko Koike (ed. giapponese)
È una maghetta e gattina azzurra nota per essere impulsiva e combina guai. Sin da quando era piccola si è sempre sentita molto sola poiché veniva costantemente isolata dagli altri Mana-Mana dato il suo enorme potenziale magico che è spesso causa di danni. È stata cresciuta da Nonno Nyan e non va d'accordo con Chimumu. Recluta Matsuri come sua compagna per poter vincere il PriMagi Grand Festival e diventare la maga più potente di tutti i tempi. È nata l'8 agosto, gruppo sanguigno B. Il suo cibo preferito sono i macaron.
Chimumu (チムム?)
Doppiato da: Rie Hikisaka (ed. giapponese)
È una maga che assume le sembianze di un criceto turchese e bianco. Molto sicura di sé e con un carattere vivace ed estroverso. Fa coppia con Hina, con la quale ha un profondo legame. È nata il 9 luglio, gruppo sanguigno A.
Hanitan (はにたん?)
Doppiata da: Yui Ogura (ed. giapponese)
È una maga che assume le sembianze di un orsacchiotto di pezza giallo. È costantemente stanca e perciò è raro vederla attiva. Solamente quando Miruki si comporta in maniera troppo spietata nei confronti delle sue rivali si sveglia per rimproverarla, arruffando il pelo e mostrando gli artigli. Nasconde molti segreti all'interno della cerniera posta sulla sua schiena. Fa coppia con Miruki. È nata il 29 dicembre, gruppo sanguigno AB.
Carron (きゃろん?, Kyaron)
Doppiato da: Sunao Yoshikawa (ed. giapponese)
È una maga che assume le sembianze di una coniglietta viola scuro. Ha un carattere serio ed educato, e pretende che tutte le cose siano fatte per tempo. Fa coppia con Lemon e fa di tutto per sostenerla nelle situazioni che mettono alla prova le sue paure. È nata il 10 febbraio, gruppo sanguigno A.
Patano (ぱたの?)
Doppiato da: Konomi Kohara (ed. giapponese)
È una maga che assume le sembianze di un piccolo pegaso rosa. È campagnola ed è affascinata dallo stile di Amane, della quale è compagna. Spesso non si sente all'altezza di Amane e il suo desiderio è di diventare una compagna adeguata al suo carisma. È molto portata per il disegno. È nata il 5 maggio, gruppo sanguigno O.
Ruhme (リューメ?, Ryūme)
Doppiata da: Hina Yōmiya (ed. giapponese)
È stata, anni prima, la compagna Mana-Mana di Jennifer dalla quale si è separata misteriosamente. Chiama spesso telepaticamente Matsuri attraverso il suo fermaglio per capelli chiedendole di salvare Jennifer.

### TrutH
Touma Ibuki (伊吹 橙真?, Ibuki Touma)
Doppiato da: Gakuto Kajiwara (ed. giapponese)
È amico di Matsuri sin da quando erano piccoli e per questo è sempre pronto a darle una mano. Nel tempo libero è apprendista al negozio di dolciumi tradizionali del nonno di Matsuri. Il suo sogno è rendere le persone felici tramite i dolcetti che prepara. È molto empatico e ha a cuore gli animali e i bambini. Sviluppa una relazione molto profonda con il mago Hughie, con il quale si confidano spesso. Per poter salvare Matsuri e Myamu dai piani della Omega Corporation, diventa un PriMagista accettando la proposta di Hughie, che diventa il suo compagno Mana-Mana, e formano il duo TrutH.
Hughie (ひゅーい?, Hyūi)
Doppiato da: Atsushi Tamaru (ed. giapponese)
È un mago che assume le sembianze di un lupo blu, sorveglia con costanza i movimenti di Myamu e delle alle Primagiste. Ha preso in simpatia Touma e cerca senza indugi di avvicinarsi a lui, riuscendo così a creare un legame. Custodisce lo spirito del "Grande Lupo Blu" che gli consente di avere un potenziale magico superiore ad altri Mana-Mana. Cerca di tenere sotto controllo i piani della Omega Corporation come infiltrato, cercando di provare che nel PriMagi siano essenziali il lavoro di squadra e l'amicizia. Assieme a Touma forma il duo TrutH, e ne diventa il compagno Mana-Mana.

### Mondo Magico
Tanto (タント?)
Doppiati da: Kanae Itō (ed. giapponese)
Sono delle piccole fatine che lavorano al mantenimento di PriMagi, in particolare si occupano della preparazione, vestizione, trucco ed incoraggiamento delle idol prima dei concerti.
Coord Mates (コーデメイツ?, Kōde Meitsu)
Sono delle piccole fatine che hanno il potere di manifestare i vari abiti e accessori presenti in PriMagi e affiancano le idol durante le loro esibizioni. Hanno varie dimensioni, caratteristiche e colori a seconda del tipo di rarità dell'abito che rappresentano. Compaiono durante le esibizioni e vengono collezionate dalle idol fino a completare il Coord Book.
Feslida (フェスリダ?, Fesurida)
Doppiata da: Rica Matsumoto (ed. giapponese)
È la preside della scuola di magia, seria e amante della disciplina. Collabora ai piani della Omega Corporation ma si dimostra spesso dubbiosa sui loro fini. Dopo l'attacco ad Achihiko, Festlida ne prende i poteri, cercando di fermare le PriMagiste dall’aiutare Jennifer poiché crede sia rischioso affidare le sorti del Mondo Magico a delle terrestri. In realtà, assieme a Matsulida, compone un frammento della Dea Euphoria.
Matsulida (マツリダ?, Matsurida)
Doppiata da: Rica Matsumoto (ed. giapponese)
È una donna che si occupa della gestione del negozio Prism Stone, gentile e allegra. In realtà, assieme a Feslida, compone un frammento della Dea Euphoria.
Nonno Nyan (にゃんじいさん?, Nyan jii-san)
Doppiato da: Toshio Furukawa (ed. giapponese)
È il mago che ha cresciuto Myamu. È solito punirla per i suoi comportamenti scorretti.

### Elements Coord
Sono otto elementi magici leggendari. Una volta evocati tutti e otto tramite l'Euphoria Revue, uno spettacolo unione di danza e canto, la dea Euphoria apparirà nella sua forma completa.
Phoenix (フェニックス?, Fenikkusu)
Doppiata da: Akeno Watanabe (ed. giapponese)
È una fenice rappresentante dell'Element Coord del fuoco. Sceglie Hina come custode del suo elemento per il suo carattere forte e deciso. Nell'episodio 43 trasforma il suo coordinato in un Heaven Coord.
Undine (ウンディーネ?, Undīne)
Doppiata da: Sayaka Ōhara (ed. giapponese)
È una maga molto potente rappresentante dell'Element Coord dell'acqua. Può cambiare aspetto e assumere le sembianze di un'anziana o di una giovane. Diventa l'insegnante di Matsuri e le altre durante il loro campo d'addestramento, mostrando la sua vera forma quando le cinque PriMagiste riescono a stabilire un forte legame di unione e donando loro l'Element Coord dell'acqua. È solita dire "olé" nei suoi discorsi e a misurare la forza delle PriMagiste tramite l'utilizzo di cappelli da cowboy. Sceglie Amane come custode del suo elemento dopo aver notato la sua maturazione.
Bolt (ボルト?, Boruto)
Doppiato da: Yuka Morishima (ed. giapponese)
È un neonato rappresentante l'Element Coord del lampo. Nasce nell'episodio 30 dall'unione dei sentimenti di Meganee e Auru, che ne diventa la rappresentante. Nell'episodio 45 trasforma il suo coordinato in un Heaven Coord.
Lux (ルークス?, Rūkusu) & Ater (アーテル?, Āteru)
Doppiati da: Natsumi Fujiwara (ed. giapponese)
Sono due gemelli rappresentanti gli Element Coord della luce e del buio. Scelgono Miruki e Lemon come custodi dei loro elementi per premiare il loro duro lavoro di squadra. Sono rispettivamente rappresentati come un giovane uomo di bell'aspetto e una giovane donna. Nell'episodio 41 Ater trasforma il suo coordinato in un Heaven Coord, mentre quello di Lux si trasforma nell'episodio 44.

### Omega Corporation
Achihiko Omega (御芽河 阿智彦?, Omega Achihiko)
Doppiato da: Hikaru Midorikawa (ed. giapponese)
È il presidente della Omega Corporation e supervisore delle attività di PriMagi nel mondo umano. Il suo piano nascosto è quello di poter creare un essere divino capace di superare il potenziale magico dei Mana-Mana e, per fare ciò, utilizza con l'inganno il talento di Jennifer, che anni prima aveva separato da Ryhume, cercando di provare alle PriMagiste che la collaborazione con i Mana-Mana non è necessaria e che PriMagi si basi tutto sulla competizione. È inoltre molto attento all’attenzione mediatica di PriMagi, cercando di far credere a tutti che le sue intenzioni siano buone. Dopo aver trasformato Jennifer in una dea viene colpito gravemente da questa, che nel mentre ne aveva scoperto il piano, lasciando il suo incarico di guida della corporazione a Festlida. Anni prima aveva lavorato alla creazione della Omega Corporation con il padre di Matsuri ma i due si sono allontanati dopo una lite.
Inoru Omega (御芽河 祈瑠?, Omega Inoru)
Doppiato da: Chiaki Kobayashi (ed. giapponese)
Un giovane ragazzo e figlio maggiore di Achihiko, lavora presso la Omega Corporation. Sorveglia da vicino e provvede a correggere le attività di Matsuri e le altre nel Mondo Magico e viene spesso screditato dal padre. Riceve successivamente l'incarico di stare vicino ad Auru durante il suo percorso verso il PriMagi Grand Festival. Ha paura di non essere abbastanza efficiente agli occhi del padre e per questo si dimostra spesso arrogante.
Meganee (めが姉ぇ?, Meganee)
Doppiata da: Kanae Itō (ed. giapponese)
È una donna-robot misteriosa che affianca Auru nelle sue ricerche su PriMagi. È stata creata da Auru quando era piccola e si prende cura di lei come una figura familiare.
Tatejima (たてじま?, Tatejima)
Doppiato da: Kanae Itō (ed. giapponese)
È il robot a forma di gufo compagno di Auru. Non è un Mana-Mana ma sa svolgere le sue stesse funzioni assieme a quelle di calcolo perfetto su come creare un'esibizione di PriMagi completa.

### Personaggi secondari
Michihito Hibino (陽比野 道人?, Hibino Michihito)
Doppiato da: Kazuyuki Okitsu (ed. giapponese)
È il padre di Matsuri. Da giovane ha lavorato assieme ad Achihiko alla Omega Corporation. Successivamente alla loro lite è fuggito nel Mondo Magico per scoprire di più sulla leggenda della Dea Euphoria, abbandonando Matsuri ancora bambina ma donandole un pezzo dello zaffiro che porta al collo. Ritorna nell'episodio 40, nonostante Eikichi non lo voglia ospitare in casa accusandolo di essere stato egoista nei confronti della figlia e della moglie.
Iwau Hibino (陽比野 いわう?, Hibino Iwau)
Doppiata da: Ami Koshimizu (ed. giapponese)
È la madre di Matsuri.
Eikichi Hibino (陽比野 英吉?, Hibino Eikichi)
Doppiato da: Junpei Morita (ed. giapponese)
È il nonno di Matsuri e gestisce un negozio di dolciumi tradizionali.
Papà di Miruki (みるきのお父さん?, Miruki no otō-san)
Doppiato da: Takuya Makimura (ed. giapponese)
Gestisce un negozio di ortofrutta.
Kozue Yuzukei (柚鶏 ごずえ?, Yuzukei Kozue) & Hiromi Onama (御生 ひろみ?, Onama Hiromi)
Doppiate da: Yuka Morishima e Mieno Hodaka (ed. giapponese)
Sono due compagne di classe e amiche di Matsuri.
Nurupon (ぬるぽん?, Nurupon), Tawashi@Spirito Libero (たわし@自由人?, Tawashi@Jiyujin) & Crimson Luttuosa (嘆きのクリムゾン?, Nageki no Kurimuzon)
Doppiate da: Chiemi Tanaka, Hinaki Yano e Kaori Maeda (ed. giapponese)
Sono tre amiche di Lemon, più giovani di lei e conosciute online tramite giochi di squadra. Tutte vengono chiamate con i loro nickname.
Midoriko Hanayashiki (花屋敷 翠子?, Hanayashiki Midoriko)
Doppiata da: Nanako Mori (ed. giapponese)
È l'ex-presidentessa degli studenti presso la scuola media frequentata da Amane. È una ragazza composta ed educata, ammirata da tutta la scuola. Ha scelto Amane per sostituirla e l'ha avviata al mondo di PriMagi. È conosciuta in tutta la scuola con il nome di "Premiere Etoile".

## Terminologia
PriMagi (プリマジ?, PuriMaji)
È una forma di intrattenimento basata sul canto, la moda e la danza praticata dalle PriMagiste assieme ai loro compagni Mana-Mana. Funziona tramite la magia.
PriMagista (プリマジスタ?, PuriMaji Suta)
È il termine con cui vengono definite le ragazze che si esibiscono dal vivo sul palco di PriMagi. Le PriMagiste sono ragazze umane qualificate tramite selezioni e devono essere accompagnate da un mago.
Mana-Mana (マナマナ?, Mana Mana)
È il termine utilizzato per indicare gli abitanti del Mondo Magico, coloro che possono praticare la magia. Da loro gli esseri umani non magici vengono definiti Chuppi (チュッピ?, Chuppi). Sin da tempi antichi i Mana-Mana hanno sempre cercato di stabilire un legame con gli umani tramite il reclutamento di PriMagiste. Grazie alla scuola di magia imparano sin da piccoli le basi per diventare maghi e viene insegnato loro a tramutarsi in animali per non essere scoperti nel mondo umano; da regolamento è vietato ai Mana-Mana dichiarare di essere maghi agli umani che non siano PriMagiste o membri supervisori delle attività di PriMagi nel mondo umano, pena una grave punizione.
PriMagi Card (プリマジカード?, PuriMaji Kādo)
Sono delle carte speciali utilizzate dalle PriMagiste prima di esibirsi per assemblare un coordinato o utilizzate come scheda riconoscitiva tramite la quale è possibile cambiare aspetto.
Coord Book (コーデブック?, Kōde Bukku)
È un libro speciale che viene donato a tutte le PriMagiste e che viene utilizzato come raccoglitore per le PriMagi Card. Quando una PriMagista ottiene una nuova PriMagi Card questa e il suo nome vengono registrati nel Coord Book di tutte le altre partecipanti a PriMagi. Si racconta che chi riuscirà a completare tutto il Coord Book e a vincere il PriMagi Grand Festival potrà esprimere un desiderio, condizione raggiunta per la prima volta nella storia solo da Jennifer. Inoltre il Coord Book permette alle PriMagiste di esibirsi dovunque vogliano tramite l'inserimento al suo interno della PriMagi Card contenente le informazioni personali.
Illusion (イリュージョン?, Iryūjon)
È un tipo di spettacolo magico attivato dalle PriMagiste con l'aiuto dei loro compagni Mana-Mana durante il momento più alto dell'esibizione.
Waccha (ワッチャ?, Waccha)
Sono delle fonti di magia che nascono dalla mente umana tramite l'esecuzione da parte delle PriMagiste delle Illusion. Vengono anche usati come punteggio per decretare il rango di una PriMagista.

## Anime

### Episodi
| Nº | Titolo italiano (traduzione letterale) Giapponese 「Kanji」 - Rōmaji | In onda           | In onda |
| Nº | Titolo italiano (traduzione letterale) Giapponese 「Kanji」 - Rōmaji | Giapponese        |         |
| 1  | Facciamo PriMagi insieme! 「いっしょにプリマジしよ！」 - Issho ni PuriMaji shiyo! | 3 ottobre 2021    |         |
| 2  | Facciamolo! Il palco del fastival 「やるぞ！おまつりステージ」 - Yaruzo! Omatsuri suteji | 10 ottobre 2021   |         |
| 3  | La leader alla moda della scuola, Hina è arrivata! 「おしゃれ番長ひな見参じゃん！」 - Oshiare banchō Hina kenzanjan!                                                                                  | 17 ottobre 2021   |         |
| 4  | Il duo si scioglie!? È decisamente troppo presto! 「コンビ解散！？マジ早すぎだよ！」 - Konbi kaisan!? Maji hayasugi da yo!                                                                            | 24 ottobre 2021   |         |
| 5  | Guarda guarda! È la carina×2 Miruki (heart) 「みてみて！かわいい×２みるきだお（は～と）」 - Mite mite! Kawaii×2 Miruki dao (ha~to)                                                                    | 31 ottobre 2021   |         |
| 6  | Una PriMagista oscura!? Appare Lemon! 「闇プリマジスタ！？れもん現る！」 - Yami Purimaji Sūta!? Remon arawaru!                                                                                        | 7 novembre 2021   |         |
| 7  | Sarà assolutamente estasiante ☆ fantastico ☆ Mondo Magico! 「にゃんともユカイ☆ソーカイ☆魔法界！」 - Nyantomo yukai ☆ sōkai ☆ Mahō-kai!                                                                | 14 novembre 2021  |         |
| 8  | Il serio addestramento speciale di Hina! È pazzesco, pazzesco, troppo pazzesco! 「ひな先輩のマジ特訓！ヤバいよヤバいよマジヤバいよ！」 - Hina-senpai no maji tokkun! Yabai yo yabai yo maji yabai yo! | 21 novembre 2021  |         |
| 9  | Il risveglio del cuore! Lemon sta arrivando!! 「心覚醒！れもん降臨す!!」 - Kokoro kakusei! Remon kōrinsu!!                                                                                            | 28 novembre 2021  |         |
| 10 | Nulla batte PriMagi! Intenso incontro faccia a faccia!! 「プリマジしか勝たん！激熱オフ会!!」 - PuriMaji shika katan! Gekiatsu ofu-kai!!                                                               | 5 dicembre 2021   |         |
| 11 | Vola Hina! Supera la tua solitudine! 「跳べひな！孤独を超えていけ！」 - Tobe Hina! Kodoku wo koete ike!                                                                                               | 12 dicembre 2021  |         |
| 12 | Matsuri VS Hina: a chi sorriderà la Fenice? 「まつりＶＳひな フェニックスはどちらに微笑む？」 - Matsuri VS Hina: Fenikkusu wa dochira ni hohoemu?                                                     | 19 dicembre 2021  |         |
| 13 | Waccha Magic Word 「ワッチャ・マジックワード」 - Waccha Majikku Wādo | 26 dicembre 2021  |         |
| 14 | Ardente, misterioso e affascinante ~Il PriMagi di Amane~ 「熱くあやしく麗しく～あまねのプリマジ～」 - Atsuku ayashiku uruwashiku ~Amane no PuriMaji~                                                  | 16 gennaio 2022   |         |
| 15 | Ora basta! Non posso affrontare il campo d'addestramento! 「もうやめだ！合宿なんてやってられない！」 - Mō yame da! Gasshuku nante yatterarenai!                                                       | 23 gennaio 2022   |         |
| 16 | "Magi" di Touma, "Magi" di Hughie 「橙真の『マジ』ひゅーいの『マジ』」 - Tōma no "Maji" Hyūi no "Maji"                                                                                                | 30 gennaio 2022   |         |
| 17 | Chimumu, grazie per il tuo aiuto, chimu… 「チムム、お世話になりましたチム⋯」 - Chimumu, osewaninarimashita chimu…                                                                                     | 6 febbraio 2022   |         |
| 18 | Il cuore di Amane, il giardino segreto 「あまねの心、秘密の花園」 - Amane no kokoro, himitsu no hanazono                                                                                              | 13 febbraio 2022  |         |
| 19 | Tutti insieme! Stiamo tornando ☆ Mondo Magico! 「みんなで！また行ったのカイ☆魔法界！」 - Minna de! Mata itta no kai ☆ Mahō-kai!                                                                       | 20 febbraio 2022  |         |
| 20 | Senza precedenti! Il processo alla furbizia di Miruki! 「空前絶後の！みるきあざとい裁判だお！」 - Kūzenzetsugo no! Miruki azatoi saiban dao!                                                          | 27 febbraio 2022  |         |
| 21 | I am Jennifer! 「アイ・アム・ジェニファー！」 - Ai amu Jenifā! | 6 marzo 2022      |         |
| 22 | Sintonizzatevi per una trasmissione speciale, olé! 「緊急特番ご覧アーレイ！」 - Kinkyū tokuban goran ārei!                                                                                            | 13 marzo 2022     |         |
| 23 | L'ultima battaglia: tutti center! 「最後の試練 みんなでセンター！」 - Saigo no shiren Minna de sentā!                                                                                                 | 20 marzo 2022     |         |
| 24 | Andiamo all'esibizione! Magi di 5 「行くぞエキシビション！５人のマジ」 - Ikuzo ekishibishon! Go-nin no maji                                                                                           | 27 marzo 2022     |         |
| 25 | Data File d'identità: il caso di Auru Omega 「検証データＦｉｌｅ 御芽河あうるの場合」 - Kenshō dēta File Omega Auru no baai                                                                           | 10 aprile 2022    |         |
| 26 | Rapporto sulla ricerca Eikichi di Auru! 「あうるの英吉研究白書！」 - Auru no Eikichi kenkyū hakusho!                                                                                                  | 17 aprile 2022    |         |
| 27 | Il destino di essere connessi 「繋がっていく運命」 - Tsunagatte iku unmei | 24 aprile 2022    |         |
| 28 | Tu sei il mio Precious One! La nostra Magi! 「君はマイ・プレシャスワン！俺たちのマジ！」 - Kimi wa Mai Pureshasu Wan! Ore-tachi no Maji!                                                              | 1º maggio 2022    |         |
| 29 | Con chi collaborerai? Il torneo Feeling Duo 「誰と組む？フィーリングデュオ大会」 - Dare to kumu? Fīringu Dyuo taikai                                                                                  | 8 maggio 2022     |         |
| 30 | Occhiali e contatti 「めがねとコンタクト」 - Megane to kontakuto | 15 maggio 2022    |         |
| 31 | Magia? Tecnologia? Avanti, Duo PriMagi! 「マジ？テクノロジー？いざ、デュオプリマジ！」 - Maji? Tekunorojī? Iza, Dyuo PuriMaji!                                                                        | 22 maggio 2022    |         |
| 32 | Un solo singolo fiore ~La magia di Amane~ 「ただ１つの花～あまねのマジ～」 - Tada hitotsu no hana ~Amane no Maji~                                                                                     | 29 maggio 2022    |         |
| 33 | Coloro che mirano al sole 「太陽を目指す者たち」 - Taiyō wo mezasu mono-tachi | 5 giugno 2022     |         |
| 34 | La mia unica Vivid Star 「私だけのビビッドスター」 - Watashi dake no Bibiddo Sutā | 12 giugno 2022    |         |
| 35 | Spicca il volo! Il Duo di Hina ed Amane! 「舞い上がれ！ひなとあまねのデュオ！」 - Maiagare! Hina to Amane no Dyuo!                                                                                    | 19 giugno 2022    |         |
| 36 | Addio Lemon! Il ritiro di Carron 「さらばれもん！お暇のきゃろん」 - Saraba Remon! Oitoma no Kyaron | 26 giugno 2022    |         |
| 37 | Va tutto bene!? L'appuntamento Miru-Lemo! 「だいじょうぶ！？みるれもデート！」 - Daijōbu!? Miru-Remo dēto!                                                                                            | 3 luglio 2022     |         |
| 38 | È il momento della verità! Questo sarà il nostro duo! 「かつ目でござる！これが私らのデュオだお！」 - Katsumoku de gozaru! Kore ga watashira no Dyuo dao!                                              | 10 luglio 2022    |         |
| 39 | Achihiko Omega, un sognatore ardente di passione 「灼熱ドリーマー 御芽河阿智彦」 - Shakunetsu Dorīmā Omega Achihiko                                                                                   | 17 luglio 2022    |         |
| 40 | You are MY Sunshine 「You are MY Sunshine」 | 24 luglio 2022    |         |
| 41 | PriMagi, è finito sul serio!? 「プリマジ、マジ終了！？」 - PuriMaji, maji shūryō!? | 31 luglio 2022    |         |
| 42 | La distanza tra me e la magia 「せっ者とマジの距離」 - Sessha to Maji no disutansu | 7 agosto 2022     |         |
| 43 | Voglio vincere! Che ti raggiunga, questa Magi 「勝ちたい！届け、このマジ」 - Kachitai! Todoke, kono Maji                                                                                              | 14 agosto 2022    |         |
| 44 | Miruki Drea~m ♡ Serviti pure (occhiolino) 「みるきぃどり～む♡めしあがれ（ぺこり）」 - Mirukii Dori~mu ♡ Meshiagare (pekori)                                                                           | 21 agosto 2022    |         |
| 45 | La strada della scienza, la strada di Auru 「科学の道、あうるの道」 - Rika no michi, Auru no michi | 28 agosto 2022    |         |
| 46 | Dedicato a te… "Ti amo" 「貴女に捧げる⋯『愛しています』」 - Kijo ni sasageru… "aishiteimasu" | 4 settembre 2022  |         |
| 47 | Per davvero! Il festival si avvicina! 「マジか！間近に迫るフェス！」 - Majika! Majika ni semaru fesu!                                                                                                 | 11 settembre 2022 |         |
| 48 | Si alza il sipario! Euphoria Revue 「開幕! ユーフォリアレビュー」 - Kaimaku! Yūforia Rebyū | 18 settembre 2022 |         |
| 49 | Mana-Mana, Magipa, Chuppi 「マナマナ・マジパ・チュッピ」 - Manamana Majipa Chuppi | 25 settembre 2022 |         |
| 50 | La magia che hai posto su di me 「キミがあたしにかけた魔法」 - Kimi ga atashi ni kaketa mahou | 2 ottobre 2022    |         |
| 51 | Tutti quanti, facciamo PriMagi insieme! 「みんな、いっしょにプリマジしよ！」 - Minna, isshoni PuriMaji shiyo!                                                                                         | 9 ottobre 2022    |         |

### Colonna sonora
Sigla di apertura
- Dreaming Sound, di Anna Suzuki (ep. 1-24)
- Chasing the dream, di Anna Suzuki (ep. 25-39)
- Magic×Color, di Anna Suzuki (ep. 40-51)

Sigla di chiusura
- Magical Future, di Matsuri Hibino (Chinatsu Hirose) e Myamu (Riko Koike) (ep. 1-24)
- Check One Two (チェックワンツー?), di Myamu (Riko Koike), Chimumu (Rie Hikisaka), Carron (Sunao Yoshikawa) (ep. 25-50)

Insert songs
- Magi・Waccha Parade (マジ・ワッチャパレード?), di Matsuri Hibino (Chinatsu Hirose), Myamu (Riko Koike) (ep. 1-2, 4, 7, 10, 12-13, 16, 19, 22, 27, 41, 50-51)
- Believe, di Jennifer Sumire Sol (Saho Aono) (ep. 1, 10, 21-22, 33, 51)
- Starlight!, di Hina Yayoi (Aya Uchida), Chimumu (Rie Hikisaka) (ep. 3, 6, 10-11, 17, 22, 34, 43, 47-48)
- Iwanai (イワナイ?), di Miruki Amauri (Mayu Sagara), Hanitan (Yui Ogura) (ep. 5, 10, 20, 22, 29, 37, 44, 47-48)
- KON-NA SEKAI NI TUGU (こんな世界に告ぐ?), di Lemon Kokoa (Anna Suzuki), Carron (Sunao Yoshikawa) (ep. 9-10, 15, 22, 36, 42, 47-48)
- The Secret Garden, di Amane Sumeragi (Umeka Shōji), Patano (Konomi Kohara) (ep. 14, 18, 22, 32, 46-48)
- wonder jewel, di Jennifer Sumire Sol (Saho Aono) (ep. 21, 33, 40)
- Waccha! Prism! Magic! -What's your "Please" Magic?- (ワッチャ！プリーズ！マジック！-What's your "Please" Magic?-?), di Matsuri Hibino (Chinatsu Hirose), Hina Yayoi (Aya Uchida), Miruki Amauri (Mayu Sagara), Lemon Kokoa (Anna Suzuki), Amane Sumeragi (Umeka Shōji) (ep. 23-24, 49)
- Nijimu, kaoru, (滲む、馨る、?), di Auru Omega (Minori Fujidera) (ep. 25-26, 30, 39, 45, 47-48)
- Don't be Afraid, di Touma Ibuki (Gakuto Kajiwara), Hughie (Atsushi Tamaru) (ep. 28, 39, 48)
- Kiseki no furu (奇跡の降る?), di Matsuri Hibino (Chinatsu Hirose), Auru Omega (Minori Fujidera) (ep. 31, 39, 48)
- Tenchō no Confianza (天頂のコンフィアンサ?), di Hina Yayoi (Aya Uchida), Amane Sumeragi (Umeka Shōji) (ep. 35, 39, 48)
- Sweetness×Darkness, di Miruki Amauri (Mayu Sagara), Lemon Kokoa (Anna Suzuki) (ep. 38-39, 44, 48)
- Lux Aeterna, di Jennifer Sumire Sol (Saho Aono) (ep. 40, 49)
- Dreaming Sound, di Festlida, Matsulida (Rica Matsumoto) (ep. 48)